# Lac Ouzel
Pour les articles homonymes, voir Ouzel.
Le lac Ouzel, en anglais Ouzel Lake, est un lac dans l'État américain du Colorado. Il est situé à une altitude de 3 056 m dans le comté de Boulder et le parc national de Rocky Mountain.